# Tuberaphis breviseta
Tuberaphis breviseta är en insektsart. Tuberaphis breviseta ingår i släktet Tuberaphis och familjen långrörsbladlöss. Inga underarter finns listade i Catalogue of Life.